# Novo Império (escola de samba de Vitória)
A Associação Cultural Social e Esportiva Grêmio Recreativo Escola de Samba Novo Império é uma escola de samba que participa do Carnaval de Vitória. Considerada de utilidade publica municipal e estadual, sediada no bairro de Caratoíra, na região de Santo Antônio em Vitória, é uma das mais antigas e tradicionais escolas de samba do Espírito Santo. Seus apaixonados torcedores são conhecidos como Família Imperiana.

## História
A escola foi fundada com o nome Império da Vila Rubim, em 20 de dezembro de 1956. 
Em 1964 o Império parou de desfilar por discordar dos critérios do desfile e retornou em 1973 com o enredo "Vitória Antiga", desfilando como estagiária ainda na avenida Princesa Isabel. O desfile continuou neste local por cerca de 20 anos.
Em 1974, dez anos após a fundação, já com o nome de GRES Novo Império, apresentou o enredo “Y- Juca Pirama”, obtendo o 5º lugar. A escola foi campeã no ano de 1980, obtendo uma sequência de quatro vice-campeonatos, para vencer novamente em 1985, sendo este o último desfile da avenida Princesa Isabel.
Em 1986 o desfile foi transferido para avenida Nossa Senhora da Penha (Reta da Penha) e a escola apresentou o seguinte enredo Depende de nós: O Despertar do gigante, com o qual foi vice-campeã. Trechos desse samba são usados até hoje no alusivo da agremiação, antes dos desfiles, sendo o samba mais lembrado pela comunidade.
Após a criação do sambódromo, o Sambão do Povo, lugar em cujos desfiles se deram a partir de 1987, a Novo Império experimentou seu melhor momento quando conquistou o tricampeonato consecutivo.
No ano de 1992, o Grupo I é dividido, sendo criado o Grupo Especial com as sete primeiras colocadas no ano anterior. No ano seguinte, em protesto pela fala de apoio pelo poder público, as escolas decidem não realizar o desfile. O impasse acarretou numa paralisação de cinco anos nos desfiles das escolas de samba capixabas.
O desfile retornou em 1998, ano que voltou a acontecer no centro de Vitória, em razão das péssimas condições em que se encontrava o Sambão do Povo.
Em 2002, com a volta ao Sambão do Povo, o desfile volta ser competitivo, e o Novo Império obtém o 5º lugar com Ouro negro e o turismo em terras capixabas'.
Depois de um período turbulento, em 2005, a Novo Império desponta na avenida com mais um enredo sobre as belezas do Espírito Santo, obtendo o 3º lugar.
Em 2008, apresentou o enredo "As Bodas de Aranã", de temática indígena, onde foi apresentada a história de amor de um índio que envolvia os rios, montanhas e as lendas capixabas. Mais uma vez, a escola terminou em 3º lugar.
Em 2009, precisou utilizar a criatividade, devido à falta de investimentos. O desfile foi considerado empolgante, mas resultou apenas na sexta colocação, a pior em muitos anos.
Em 2010 a escola levou para a passarela do samba um enredo em homenagem ao centenário do IFES. Por conta de um problema na ordem de formação das escolas de samba na concentração do Sambão do Povo, o Novo Império desfilou já com sol quente, às 8h45. Mesmo assim a comunidade de Caratoíra estava presente nas arquibancadas para acompanhar a passagem da agremiação. Conquistou nesse ano o mais um vice-campeonato.
Após o carnaval 2011, o então intérprete Tim foi eleito para um mandato de três anos na presidência da agremiação, colocando em seu lugar o cantor Polha. A empresária Gisele Simon, pelo segundo ano, foi madrinha e sua filha Juliany, estreou como rainha de bateria. Naquele ano a agremiação encontrava-se com grave problemas financeiros.
No ano de 2012 reeditou o samba de 1976, que retratava o orgulho em ser capixaba. Em 2013 apresentou um enredo diferente, “Fim do mundo”, que descrevia diversas possibilidades sobre como poderia ser o fim dos tempos. Nesse ano, estava previsto que o grupo principal sofreria uma diminuição, e o Novo Império não se classificou entre as cinco primeiras, sendo rebaixada ao segundo grupo, que passaria a desfilar no sábado.

Alegoria da agremiação em 2022

Ao trazer o teatro como tema de seu Carnaval, a escola obteve o título do Acesso em 2014 e sua ascensão ao grupo principal para 2015, quando foi novamente rebaixada. Conquistou novamente o Grupo A em 2016 e retornou à elite no ano seguinte, permanecendo desde então.
No carnaval de 2022, a Novo Império apresentou o enredo "Santo Antônio, Olhai por Nós!", celebrando a religiosidade em torno do santo casamenteiro e padroeiro de Vitória, e foi campeã após 33 anos de jejum, levando o título de volta a capital capixaba após 13 anos e rompendo a hegemonia de MUG e Boa Vista, que durava desde 2010.

## Segmentos

### Presidentes
| Nome                       | Mandato       | Ref.              |
| -------------------------- | ------------- | ----------------- |
| Tim Santos                 | 2011-2012     | [ 2 ]             |
| Cosme Mattos               | 2012-2013     |                   |
| José Coimbra               | 2014-2015     | [ 6 ]             |
| Alessandro Souza Santos    | 2015-2023     | [ 7 ] [ 8 ] [ 9 ] |
| Vlamir dos Santos Oliveira | 2023-presente |                   |

### Diretores
| Ano  | Diretor de Carnaval                       | Diretor geral de harmonia                                  | Ref.        |
| ---- | ----------------------------------------- | ---------------------------------------------------------- | ----------- |
| 2012 |                                           |                                                            | [ 10 ]      |
| 2016 | Ângelo Meirelles                          | Cezinha e Vitor Covre Fracalossi                           |             |
| 2017 | Ângelo Meirelles e Alex de Paiva          | Vitor Covre Fracalossi, Schirley Oliveira e Ubiratan Sodré | [ 7 ]       |
| 2018 | Carlos Fabian e Alex D Paiva              | Ubiratan Luna Sodré                                        | [ 8 ] [ 9 ] |
| 2019 | Carlos Fabian e Alex de Paiva             | Elton Braz e Vitor Covre Fracalossi                        |             |
| 2020 | Carlos Fabian                             | Elton Braz                                                 |             |
| 2022 | João Filipe                               | Carlos Eduardo Santos e Pâmela Santos                      |             |
| 2023 | Comissão                                  | Pâmela Santos                                              |             |
| 2024 | Carlos Fabian, Pâmela Santos e Alex Paiva | Pâmela Santos                                              | [ 11 ]      |
| 2025 | Carlos Fabian                             | Pâmela Santos                                              |             |
| 2026 | Luiz Felipe Costa                         | Pâmela Santos                                              |             |

### Coreógrafo
| Período   | Nome                  | Ref.        |
| --------- | --------------------- | ----------- |
| 2014      | Bruno Alvarenga       |             |
| 2015      | Márcia Cruz           | [ 12 ]      |
| 2016-2019 | Andrezinho Castro     | [ 7 ] [ 8 ] |
| 2020-2023 | Patrick Alochio       |             |
| 2024      | Anderson Alves        |             |
| 2025      | Mattheus Schirffimaan |             |
| 2026      | Mauro Marques         |             |

### Casal de Mestre-sala e Porta-bandeira
| Período   | Nome                            | Ref.   |
| --------- | ------------------------------- | ------ |
| 2014-2015 | Kleyson e Alana                 | [ 13 ] |
| 2016-2017 | Sandro Souza e Amanda Ribeiro   | [ 7 ]  |
| 2018-2022 | Kleyson Faria e Amanda Ribeiro  | [ 8 ]  |
| 2023-2023 | Thais e Rodrigo                 |        |
| 2024      | Diego Benitez e Andressa Cadete |        |
| 2025      | Emanuel Lima e Gessya Santana   |        |
| 2026      | Weskley Blank e Klaura Costa    |        |

### Bateria
A bateria da Novo Império é conhecida como "Orquestra Capixaba de Percussão".

### Mestres
| Período   | Mestre                | Ref |
| --------- | --------------------- | --- |
| 2012-2015 | Marcelino             |     |
| 2016-2018 | Glê                   |     |
| 2019      | Glê e Vinicius Seabra |     |
| 2020-2024 | Glê                   |     |
| 2025      | Vinicius Seabra       |     |

### Corte de bateria
| Período         | Rainha           | Madrinha         | Ref           |
| --------------- | ---------------- | ---------------- | ------------- |
| 2005-2007       | Rosana Monteiro  | Sem madrinha     | [ 14 ] [ 15 ] |
| 2008-2010       | Fabiana Mattos   | Sem madrinha     |               |
| 2011            | Fabiana Mattos   | Gisele Simon     | [ 16 ]        |
| 2012            | Juliany Simon    | Gisele Simon     | [ 16 ]        |
| 2013 - 2014     | Gabryela Ribeiro | Larissa Pimentel | [ 17 ] [ 18 ] |
| 2015            | Juliany Simon    | Gisele Simon     | [ 13 ]        |
| 2016-2017       | Rayane Rosa      | Márcia Santos    | [ 7 ]         |
| 2018-2020       | Rayane Rosa      | Fernanda Passon  | [ 8 ]         |
| 2021-Atualmente | Rayane Rosa      | Sem madrinha     |               |

## Carnavais
| Ano | Colocação | Grupo | Enredo | Carnavalesco | Intérprete | Ref.          |
| --- | --- | --- | --- | --- | --- | ------------- |
| 1973 | | | Vitória Antiga | | | [ 19 ]        |
| 1974 | 5º lugar | Grupo Especial | Y-Juca Pirama | | | [ 19 ]        |
| 1975 | 3º lugar | Grupo Especial | Brasil e seu ilustre mundo de memórias | | | [ 19 ]        |
| 1976 | 5º lugar | Grupo Especial | Beleza das águas | | | [ 19 ]        |
| 1977 | Vice-campeã | Grupo Especial | Lendas e maravilhas do Espírito Santo | | | [ 19 ]        |
| 1978 | Campeã | Grupo Especial | Esplendor da natureza | | Carlos Augusto (lajota)                                                                                                | [ 19 ]        |
| 1979 | 3º lugar | Grupo Especial | Viagens à aurora do mundo | | | [ 19 ]        |
| 1980 | Campeã | Grupo Especial | O incrível reino da fantasia | | | [ 19 ]        |
| 1981 | Vice-campeã | Grupo Especial | | | |               |
| 1982 | Vice-campeã | Grupo Especial | Alô, Alô, Alegria | | | [ 20 ]        |
| 1983 | Vice-campeã | Grupo Especial | | | |               |
| 1984 | Vice-campeã | Grupo Especial | A profecia de Ifá | | polha | [ 19 ]        |
| 1985 | Campeã | Grupo Especial | De lá pra cá | | Jack Cintra | [ 19 ]        |
| 1986 | Vice-campeã | Grupo Especial | Depende de nós: O despertar do gigante | | Luiz Carlos Xavier | [ 19 ]        |
| 1987 | Campeã | Grupo Especial | Sou eu, sou eu | Carlito Carlos | Polha | [ 19 ]        |
| 1988 | Campeã | Grupo Especial | Magia da Noite | Carlito Carlos | Jack Cintra | [ 19 ]        |
| 1989 | Campeã | Grupo Especial | Acorda Brasil | Carlito Carlos | Jack Cintra | [ 19 ]        |
| 1990 | 3º lugar | Grupo Especial | Dinheiro, pra que dinheiro? | | Jack Cintra | [ 19 ]        |
| 1991 | 3º lugar | Grupo Especial | Nosso solo, nossa gente | | Polha | [ 19 ]        |
| 1992 | Vice-campeã | Grupo Especial | Tributo à saudade | | Polha | [ 19 ]        |
| Entre 1993 e 1997 não houve competição                                                                                 | | | | | |               |
| 1998 | Desfile não competitivo                                                                                                | Grupo Especial | Rei Zúlu | | Polha | [ 19 ]        |
| 1999 | Desfile não competitivo                                                                                                | Grupo Especial | Caratoíra, Terra de Bamba, Aqui Mora o Samba! | | Polha | [ 19 ]        |
| 2000 | Desfile não competitivo                                                                                                | Grupo Especial | O Sol Nascente no Ano 2000 Compositor: Iranny Médici Filho | Chico Spala | Polha | [ 19 ] [ 21 ] |
| 2001 | Desfile não competitivo                                                                                                | Grupo Especial | A Mulher Guerreira | | Polha | [ 19 ]        |
| 2002 | 5º lugar | Grupo Especial | Ouro negro e o turismo em terras capixabas | Carlito Carlos | Polha |               |
| 2003 | Vice-campeã | Grupo Especial | Uma cidade presépio que se chama Vitoria | Carlito Carlos | Polha |               |
| 2004 | 3º lugar | Grupo Especial | Vizinhos, aqui nós temos: axé, uai e samba no pé | Carlito Carlos | Polha |               |
| 2005 | 3º lugar | Grupo Especial | O Espírito Santo, suas riquezas minerais e belezas naturais | Carlito Carlos | Tim Santos e Lolo |               |
| 2006 | 4º lugar | Grupo Especial | Meio século de história, a Novo Império canta história | Carlito Carlos | Tim Santos e Lolo |               |
| 2007 | 3º lugar | Grupo Especial | O criador, a criação, o livre arbítrio entre o Céu e o Inferno | Carlito Carlos | Tim Santos e Lolo |               |
| 2008 | 3º lugar | Grupo Especial | As bodas de Aranã | Carlito Carlos | Tim Santos e Lolo |               |
| 2009 | 6º lugar | Grupo Especial | Gaia, da Mitologia à Ciência, a Novo Império en(canta) a Terra | Carlito Carlos | Tim Santos e Lolo |               |
| 2010 | Vice-campeã | Grupo Especial | Das mãos que forjaram o passado aos cérebros que pensam o futuro: IFES - um Século de Excelência                                                                                            | Carlito Carlos | Tim Santos e Lolo |               |
| 2011 | 7º lugar | Grupo Especial | Saiu do Papel meu Carnaval | Carlito Carlos | Tim Santos e Lolo |               |
| 2012 | 6º lugar | Grupo Especial | Lendas e Maravilhas do Espírito Santo | Carlito Carlos | Tim Santos Lolo Polha                                                                                                  |               |
| 2013 | 7º lugar | Grupo Especial | O Fim do Mundo | Carlito Carlos | Wander Show Lolo | [ 22 ] [ 23 ] |
| 2014 | Campeã | Acesso | Se a arte imita a vida, com uma máscara eu posso sonhar, assistam o que uma comédia pode causar Compositores: Arthur Nicolau, Gabriel Nicolau                                               | Carlito Carlos | Tim Santos Lolo Adelson Silva                                                                                          |               |
| 2015 | 5º lugar | Grupo Especial | Espelho, espelho meu Compositores: LUCIANO DE PAULA, MARQUINHOS NASCIMENTO, JOÃO MACHADO, DANILO                                                                                            | João Vitor Araújo | Danilo Cezar | [ 6 ]         |
| 2016 | Campeã | Acesso | Sou Bantu, sou Kimbondo, sou Angola, sou Espírito Santo. Sou Quilombola! Compositores: Renilson Rodrigues, Gustavo Fernando, Lolo, Tim Santos, Hudson Gasolina e Rogério                    | Jorge Caribé | Danilo Cezar |               |
| 2017 | 4º lugar | Grupo Especial | A cura para o mundo está aqui! Vitória, um manto cheio de esperança | Jorge Caribé | Celso Júnior | [ 7 ]         |
| 2018 | 4º lugar | Grupo Especial | No vai e vem do mar, lá se vão 100 anos do Sindicato da Estiva Compositores: Artur Nicolau, Gabriel Nicolau, Tadeu Ronchi, Tim Santos, Lolo, Thiago Bandeira, Kaike Sant'Anna, Rogério Filé | Jorge Caribé | Celso Júnior | [ 8 ] [ 9 ]   |
| 2019 | 3º lugar | Grupo Especial | "De Maria às Marias: Uma revolução, um grito de liberdade! #presente" | Petterson Alves | Celso Junior | [ 24 ]        |
| 2020 | 4º lugar | Grupo Especial | "O bê-a-bá dos guris - Uma lição para todos" | Petterson Alves | Kleber Simpatia |               |
| Inicialmente adiados para o mês de julho, os desfiles do Carnaval 2021 foram cancelados devido a pandemia de Covid-19. | Inicialmente adiados para o mês de julho, os desfiles do Carnaval 2021 foram cancelados devido a pandemia de Covid-19. | Inicialmente adiados para o mês de julho, os desfiles do Carnaval 2021 foram cancelados devido a pandemia de Covid-19. | Inicialmente adiados para o mês de julho, os desfiles do Carnaval 2021 foram cancelados devido a pandemia de Covid-19.                                                                      | Inicialmente adiados para o mês de julho, os desfiles do Carnaval 2021 foram cancelados devido a pandemia de Covid-19. | Inicialmente adiados para o mês de julho, os desfiles do Carnaval 2021 foram cancelados devido a pandemia de Covid-19. | [ 25 ]        |
| 2022 | Campeã | Grupo Especial | "Santo Antônio, Olhai por nós!" Compositores: Gabriel Nicolau, Arthur Nicolau, Rogério Barbosa (Só Filé), Vitor Fracalossi, Thieter Ebani e Douglas Azevedo                                 | Paulo Balbino | Kleber Simpatia | [ 26 ]        |
| 2023 | 6° lugar | Grupo Especial | "Imperium – Abram Alas para Vossas Majestades" | Paulo Balbino | Kleber Simpatia | [ 27 ]        |
| 2024 | 6° lugar | Grupo Especial | "Espírito Guerreiro Ancestral - Barra de São Francisco: A Sentinela Capixaba" Compositores: Arthur Nicolau, Gabriel Nicolau, Vinícius Moraes e Vitor Fracalossi                             | Márcio Puluker | Celso Jr e Vinicius Moraes                                                                                             |               |
| 2025 | 5º lugar | Grupo Especial | "As voltas que a vida dá!" | Oswaldo Garcia | Danilo Cezar | [ 28 ]        |
| 2026 | | Grupo Especial | "Aruanayê - Guardiãs dos Mistérios Ancestrais" | Osvaldo Garcia | Danilo Cezar |               |

## Títulos
| Títulos da Novo Império | Títulos da Novo Império | Títulos da Novo Império | Títulos da Novo Império                    | Títulos da Novo Império |
| Divisão                 | Divisão                 | Títulos                 | Carnavais                                  | Referências             |
| ----------------------- | ----------------------- | ----------------------- | ------------------------------------------ | ----------------------- |
|                         | Primeira Divisão        | 7                       | 1978, 1980, 1985, 1987, 1988, 1989 e 2022. |                         |
|                         | Segunda Divisão         | 2                       | 2014 e 2016.                               |                         |